# Semicytherura virgata
Semicytherura virgata is een mosselkreeftjessoort uit de familie van de Cytheruridae. De wetenschappelijke naam van de soort is voor het eerst geldig gepubliceerd in 1969 door Schornikov.